# Holenda Barnabás
Holenda Barnabás (Kám, 1896. július 4. – Győr, 1967. február 27.) magyar bencés szerzetes, matematika és fizikatanár.

## Életpálya
Pannonhalmán szerzett tanári diplomát, bölcsészetből Budapesten doktorált. 1919-ben szentelték pappá. 1919 és 1924 között az esztergomi, a győri és budapesti oktatási intézetek tanára. 1924-től a pannonhalmi tanárképző iskolán elméleti fizikát tanított. 1938-tól 1963-ig a győri gimnázium igazgatója. A modern fizikát képviselte oktatásai alkalmával. Tartott előadást tanári gyűléseken és a nagyközönségnek a győri szabadegyetemen.

## Írásai
Két nagyobb művet írt Jedlik Ányosról. Több cikke a Pannonhalmi Szemlében és a Katholikus Szemlében a relativitás elméletét ismertette. Társszerzőként tankönyv fejezeteket írt. Kiadatlan kéziratait a pannonhalmi könyvtár őrzi.
Főbb művei:
- Az elektronütközés és színképvonalak elmélete (Mathematikai és Physikai Lapok, 1927),
- Tér és idő a modern fizikában (Természettudományi Közlöny, 1928),
- A fizika új világnézete (Pannonhalmi Szemle, 1929).

## Szakmai sikerek
Emlékére matematika versenyeket rendeznek az általános iskolák 2-4. osztályos tanulói számára.